# Carlo Zeno
Carlo Zeno, beneški admiral in politik, * 1333, † 1418.
Med bitko za Chioggio leta 1380 je obvaroval Benetke pred genovsko mornarico.